# Провулок Мирослава Скорика (Черкаси)
Провулок Мирослава Скорика — провулок в Черкасах.

## Розташування
Провулок складається з двох частин. Перша частина довжиною 470 метрів починається від вулиці Кобзарської і простягається на південний схід до вулиці Симиренківської, перетнувши при цьому вулицю Сінну. Друга частина довжиною 160 метрів є невеликими відгалуженням в межах останнього кварталу.

## Опис
Провулок заасфальтований. Забудований приватними будинками.

## Походження назви
Провулок був утворений 1967 року і названий на честь радянського та українського космонавта Леоніда Попова. На сесії Черкаської міської ради 22 грудня 2022 перейменували на провулок Мирослава Скорика, на честь українського композитора та музикознавця.